# (39403) 9514 P-L
9514 P-L (asteroide 39403) é um asteroide da cintura principal. Possui uma excentricidade de 0.03969340 e uma inclinação de 2.47078º.
Este asteroide foi descoberto no dia 22 de outubro de 1960 por Cornelis Johannes van Houten e Ingrid van Houten-Groeneveld e Tom Gehrels em Palomar.